# Gustav Christoph Sarpe
Gustav Christoph Sarpe (Gustav Johann Christoph; * 19. Januar 1779 in Magdeburg; † 2. November 1830 in Rostock) war ein Altphilologe und Schulleiter in Rostock.

## Leben
Er machte das Abitur am Pädagogium beim Kloster Unser Lieben Frauen zu Magdeburg Ostern 1797. Er studierte dann in Halle (Saale) bis 1800 und wurde dort zum Dr. phil. promoviert. 1801 wurde er Lehrer am Pädagogium beim Kloster Berge, nach Auflösung des Pädagogiums 1811 Prediger der Klostergemeinde und 1. Lehrer bei dem Schullehrerseminar des damaligen Elbedepartements bis 1815.
1815 wurde er an die Große Stadtschule Rostock berufen, wo er zugleich rätl. ordentlicher Professor der griechischen Literatur an der Universität Rostock und Rektor bzw. Direktor der Großen Stadtschule wurde. Beide Ämter übte er 15 Jahre aus und führte die Schule zu neuem Ansehen, auch durch eine Teilung in einen neuhumanistischen und einen realistischen Zweig mit einer Bürgerschule.